# Ernst-Hugo Järegård
Ernst-Hugo Alfred Järegård, född 12 december 1928 i Ystad, död 6 september 1998 på Lidingö, var en svensk skådespelare. Han slog igenom i början av 1960-talet och var därefter verksam vid Dramaten under flera decennier, liksom på TV och film. Sammanlagt har han medverkat i omkring ett sextiotal film- och TV-produktioner. Han var från 1949 gift med skådespelaren Karin Nordström (1923–2017).

## Biografi

### Uppväxt
Järegård växte upp i Ystad med en 13 år äldre syster som son till bankdirektören Ernst Järegård med hustru. Ernst-Hugos mor var i sin tur dotter till en inflyttad vallonska och en trädgårdsmästare från Helsingborg. Fadern hade arbetat sig upp efter att ha börjat som springpojke på Ystads tobaksfabrik, varefter han fått anställning som kassör vid Ljunits och Herrestads häraders sparbank och så småningom avancerat till chef. Han satt med i styrelsen för stadens konstförening samt dess teaterförening och var själv aktiv som spexare i stadens amatörsällskap. Samtidigt föraktade han dem som primärt tjänade sitt uppehälle genom konsten som samtida författare och skådespelare. Ernst-Hugo Järegård har i senare intervjuer beskrivit uppväxten som kärlekslös, särskilt från faderns sida, och att de negativa känslorna från den tiden varit till användning när han byggt upp senare rollfigurer.
Han gick i folkskola och sedan vid Ystads högre allmänna läroverk. På läroverket fick han dåliga betyg och blev befriad från gymnastiklektionerna. Efter en incident på skolan blev han, trots att fadern satt i skolstyrelsen, tvingad att lämna läroverket. Vid 13 års ålder anlände han så till Osby internatskola mitt i terminen med förväntningar att senare avlägga studentexamen. På skolan utövades pennalism och han tvingades passa upp på de äldre eleverna och utstå fysiska bestraffningar. Han vantrivdes på internatet och närde skådespelardrömmar. Efter hand lyckades han få utlopp för sin skådespelartalang på elevaftnarna i aulan där han spelade upp olika roller och spex inspirerade av populära filmer eller av pjäser som Mäster Olof. Efter tre år i Osby med lägsta betyg som resultat gick han ut med realexamen.

### Teaterdrömmar och genombrott
År 1944 påbörjade Järegård gymnasiestudier vid Lunds privata elementarskola, men hoppade efter bara några månader av. Genom rektorns försorg fick Järegård kontakt med Anders Ek som vid tillfället var skådespelare vid Malmö stadsteater. Ek rekommenderade den unge mannen vidare till teaterlärare Ruth Kylberg, varefter Järegård under en tid blev bosatt i hennes och maken Carl Kylbergs hem i Stockholm. Fru Kylberg menade att den bästa utbildningen fanns utomlands och ordnade därför med ekonomiska medel och praktiska förberedelser för teaterstudier i Paris. Vistelsen i den franska huvudstaden påbörjades bara några månader efter krigsslutet och skulle vara i ett och ett halvt år. Dåvarande direktören för Institut Tessin, Gunnar W. Lundberg, rekommenderade Charles Dullins teaterskola och Järegård började studera där samtidigt som han läste franska på Alliance française. Studierna innebar fribiljetter till stadens teatrar vilket innebar många chanser att ta in de franska skådespelarnas uttrycksfulla och med svenska mått mätt överdrivna kroppsspråk. I Frankrike läste han också de samtida existentialisterna Albert Camus, Simone de Beauvoir och Sartre samtidigt som han beställde dit en hel del svensk litteratur från bokhandeln hemma i Ystad. Till slut blev han tvungen att återvända till Sverige för att mönstra. Militärtjänsten fullgjorde han som handräckningsvärnpliktig.
Väl tillbaka i Sverige tog han lektioner hos talpedagogen Karin Alexandersson för att vid sidan av sin ursprungliga skånska även kunna tala med rikssvensk diktion. Åter i Kylbergs hem så förberedde han sig för sitt intagningsprov genom studier vid Terserus teaterskola vid Munkbron. Han misslyckades dock vid intagningsprovet till Dramatens elevskola 1947 och skulle istället få sin utbildning på elevskolan vid Malmö Stadsteater. Innan han landade i Malmö hann han bli premiärelev vid nybildade Norrköping-Linköping stadsteater, men bröt kontraktet mitt i säsongen för att gå till Per-Axel Branners Nya teatern i Stockholm där han stannade tills han våren 1948 flyttade till Malmö.
Engagemanget vid Malmö stadsteater innebar huvudsakligen småroller, men det var samtidigt där han träffade sin blivande fru skådespelerskan Karin Nordström. Efter att bott tillsammans i ett och ett halvt år gifte de sig. Därefter fick makarna ett erbjudande från den nybildade Upsala-Gävle stadsteaters chef Gösta Folke om anställning. Efter flytten 1953 lyckades han väcka viss uppmärksamhet, bland annat för sin roll som Jimmy Porter i Se dig om i vrede. Där spelade han också Lucky i Sverigepremiären av I väntan på Godot, mot bland andra Jan-Olof Strandberg. I Uppsala föddes också Järegårds son år 1956. Året efter fick han återvända till barndomens Mäster Olof i teaterchefens regi, men uppsättningen bar sig inte och fick ett svalt mottagande. På teatern fanns flera skådespelarpar som delade på huvud- och biroller. Totalt hann Järegård stå på scen i ett fyrtiotal produktioner under sina fem år på teatern.
I samband med att Gösta Folke avgick som chef för Upsala-Gävle stadsteater 1957 flyttade makarna till Helsingborgs stadsteater. Där liksom i Uppsala fick Karin fler stora roller än Ernst-Hugo, som dock gav en uppmärksammad insats i Marceaus Ägget. Bland annat på grund av den uppmärksamheten blev makarna efter bara något år i Helsingborg erbjudna tjänst vid Göteborgs stadsteater av teaterchefen Karin Kavli. Där filmades uppsättningen av Karl Wittlingers Vintergatan för SVT 1961, vilket blev Järegårds första framträdande inför en samlad TV-publik. Han anställdes av Dramaten 1962 och framträdde därefter allt oftare i TV och film.

### Efter genombrottet

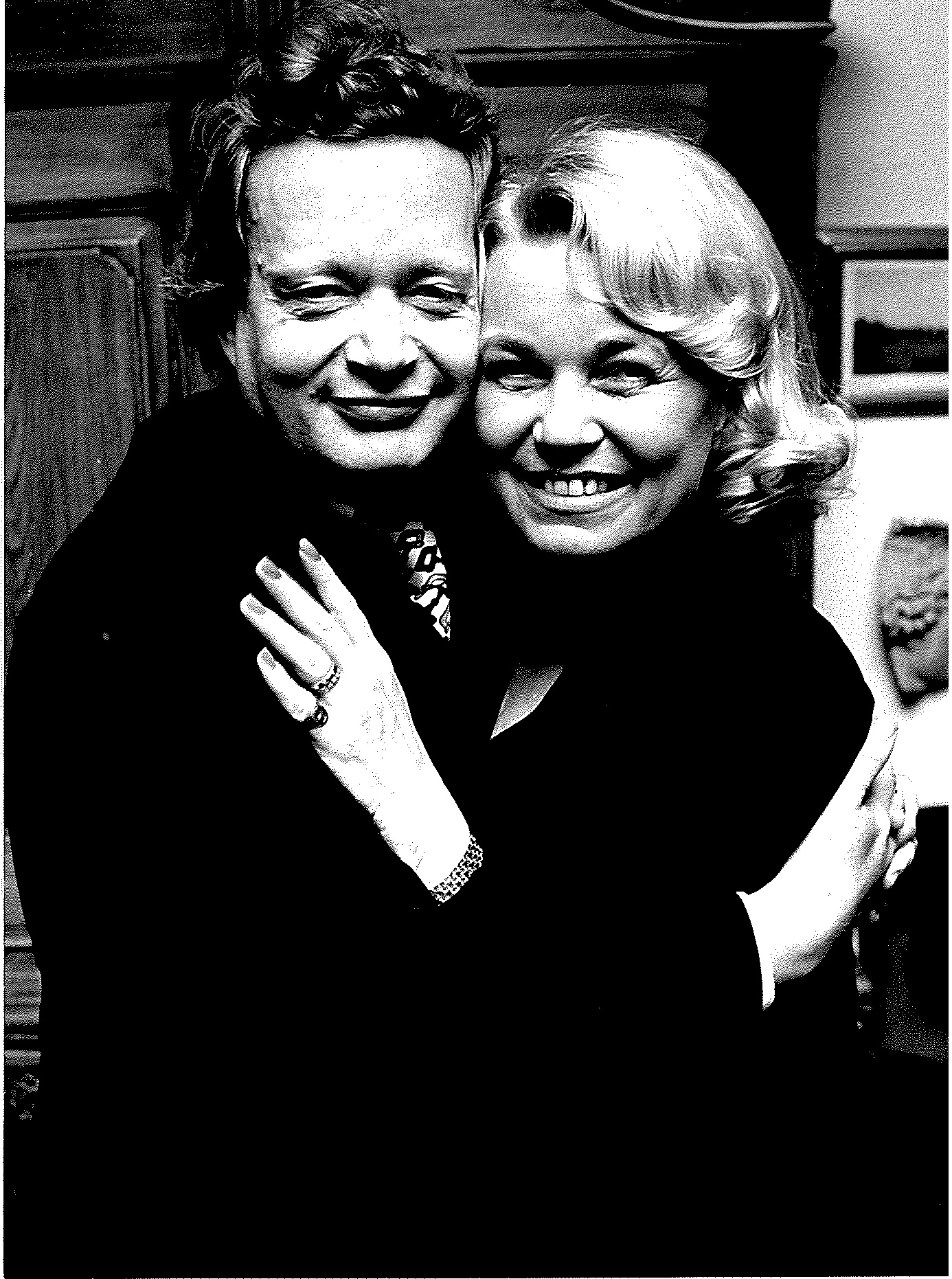
Bild med Gun Bernce från 1966.

Dramatendebuten skedde i Aleksandr Ostrovskijs Skogen jämte Karin Kavli och Per Oscarsson. Järegårds debutinsats fick positiva recensioner. Hans första filmroll blev i Ragnar Frisks Raggargänget från 1962. År 1966 var det dags för I väntan på Godot att ha dramatenpremiär med Jackie Söderman som regissör. Järegård spelade återigen mot Jan-Olof Strandberg som nu gjorde rollen som Vladimir medan Järegård fått den andra huvudrollen, Estragon. Föreställningen blev en initial framgång och senare en av Dramatens riktiga klassiker som spelades totalt 147 gånger under de påföljande tretton åren. Föreställningen filmades också för SVT:s räkning och sändes första gången där 1971. Till hans andra mer kända teaterroller kan räknas titelrollen i Molières Tartuffe 1971 och insatsen som Hjalmar Ekdal i Ingmar Bergmans uppsättning av Henrik Ibsens Vildanden 1972. Han fick också goda recensioner för titelrollen som Ernst Josephson vid premiären av Arne Törnqvists Carl XVI Joseph, en rollfigur som han då starkt identifierade sig med.
Ernst-Hugo Järegård spelade alla tre rollfigurerna i Jerome K. Jeromes komedi Tre män i en båt. 1970 gjorde han en krogshow på Hamburger Börs i Stockholm tillsammans med Cornelis Vreeswijk och Östen Warnerbring – Lyckohjulet, eller Var ska jag hänga min hatt i natt?. Den resulterade även i en LP-skiva, Östen, Ernst-Hugo & Cornelis på börsen. Han gjorde reklamfilmer som Järegård tillsammans med Margaretha Krook för bordsmargarinet Flora.
Hans röst användes i en rad olika sammanhang. Bland annat var han rösten till Elaka Måns i den tecknade filmen Pelle Svanslös (1981), guden Loke i Valhall samt berättaren i TV-serien Kalle och chokladfabriken (1983).
I TV-serien Skånska mord (1986), som baserats på verkliga historiska fall, medverkade Järegård i tre av avsnitten. Här gör han tre olika män, samtliga skåningar och kallblodiga mördare.

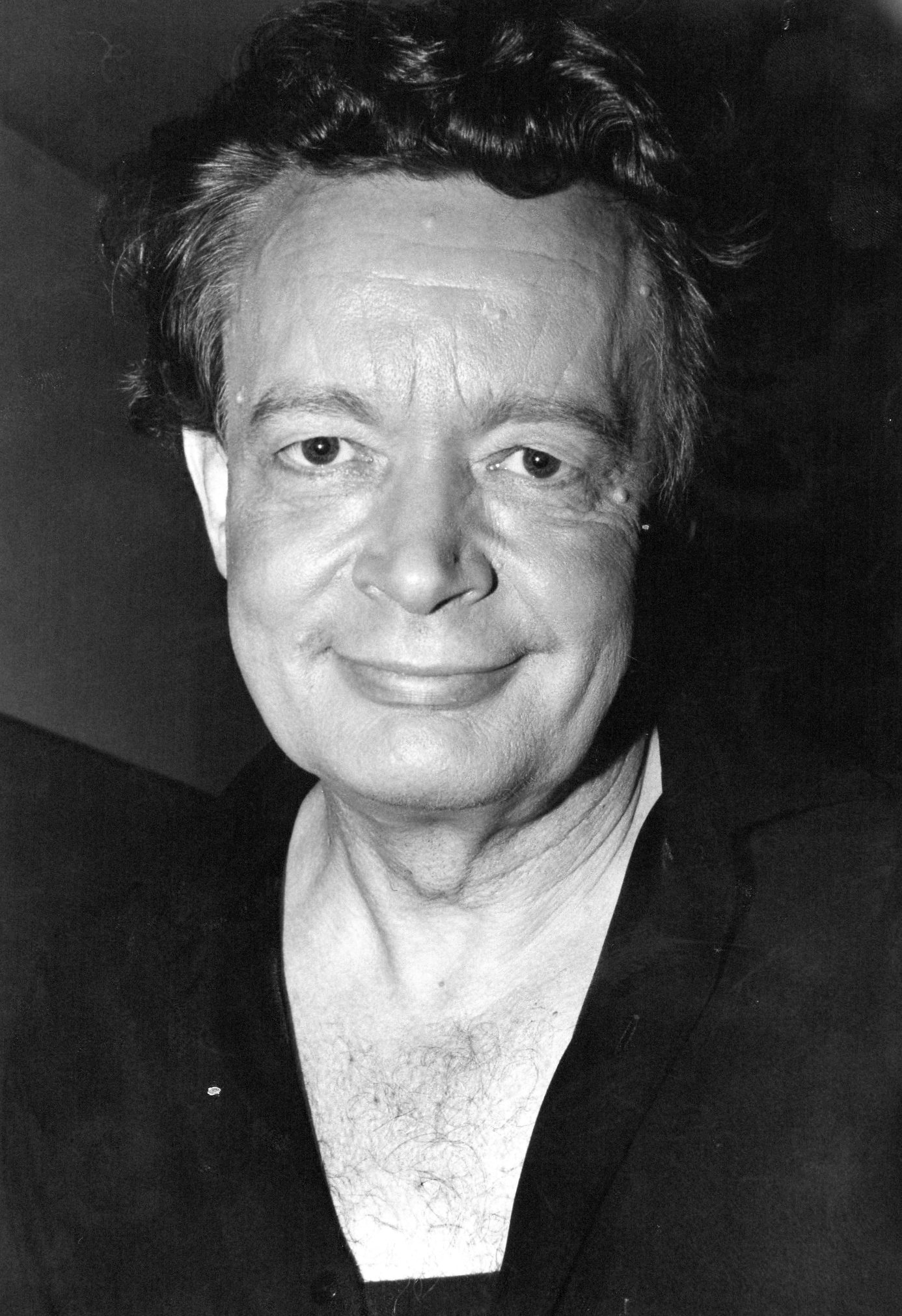
Bild backstage i samband med musikalen Nine 1983.

Åt Lars von Trier gjorde Järegård först en biroll i filmen Europa, med följd att Trier särskilt för honom skrev den stora rollen som den koleriske och danskhatande överläkaren Stig Helmer i TV-serien Riket. Järegård och von Trier blev med tiden mycket goda vänner och flera av replikerna som Stig Helmer hade skrevs av Järegård själv. För sin roll erhöll Järegård Danmarks filmpris Robert i kategorin Bästa manliga huvudroll 1995 och även Bodilpriset i samma kategori. Han blev genom rollen även känd för en yngre publik och turnerade åren efter som diktuppläsare med flera svenska band.
År 1987 påbörjade han ett fyraårigt arbete med den italienske designern Claudio Lugli som mynnade ut i en egen klädkollektion.
Järegård tillhör de celebriteter som fått ge namn åt Skånetrafikens Pågatåg.

### Privatliv
Han gifte sig i oktober 1949 i Hököpinge kyrka med skådespelarkollegan vid Malmö stadsteater Karin Nordström. Vigseln förrättades av brudens far kyrkoherden N. J. Nordström. Brudgummens far hade dock inte gett sitt medgivande och man hade fått gå till kungs för att ansöka om dispens då Järegård ännu inte hunnit fylla 21.
Hustrun skulle senare lämna yrket och bli hemmafru för att ta hand om deras son född 1956 och stötta makens fortsatta karriär. Sonen Johannes Järegård har filmat en dokumentär om och med sin far med titeln Aktörens läte. 
Ernst-Hugo Järegård insjuknade och avled i myelom och begravdes på Lidingö kyrkogård. Han efterlämnade sin hustru Karin och sonen Johannes.

## Priser och utmärkelser
- 1967 – Svenska Dagbladets Thaliapris
- 1968 – Ystads kommuns kulturpris
- 1969 – Gösta Ekman-stipendiet
- 1969 – Svenska teaterkritikers förenings teaterpris
- 1969 – Årets skåning
- 1975 – O'Neill-stipendiet[1]
- 1978 – Sydsvenska Dagbladets kulturpris
- 1982 – Litteris et Artibus
- 1991 – Piratenpriset
- 1995 – Svenska Akademiens teaterpris
- 1995 – Bodilpriset för "Bästa manliga huvudroll"
- 1995 – Robert för "Bästa manliga huvudroll"

## Filmografi
- 1962 – Raggargänget
- 1963 – Adam och Eva
- 1964 – Svenska bilder
- 1966 – Ön
- 1967 – Tvärbalk
- 1968 – Het snö
- 1969 – Frukost (kortfilm)
- 1970 – Frida och hennes vän (TV-serie)
- 1974 – Fimpen
- 1974 – En handfull kärlek
- 1975 – Flåklypa Grand Prix
- 1975 – Släpp fångarne loss – det är vår!
- 1978 – Chez Nous
- 1980 – Flygnivå 450
- 1980 – Vårt nya Sverige (kortfilm)
- 1981 – Pelle Svanslös (röst till Måns)
- 1983 – Gråtvalsen (TV-film)
- 1985 – Pelle Svanslös i Amerikatt (röst)
- 1986 – Veberödsmannen
- 1986 – Valhalla
- 1986 – Hurvamorden
- 1986 – Esarparen
- 1987 – Fadern, Sonen och Den Helige Ande...
- 1988 – VD (TV-film)
- 1988 – Oväder (TV-film)
- 1988 – Fyra dagar som skakade Sverige – Midsommarkrisen 1941  (TV-film)
- 1989 – Bryllupsfesten
- 1990 – Den hemliga vännen
- 1991 – Europa
- 1991 – Den stora badardagen
- 1992 – Den goda viljan (TV-film)
- 1993 – Kådisbellan
- 1993 – Det bli'r i familien
- 1996 – Nattbok (Kortfilm)
- 1997 – Tranceformer (kortfilm)
- 1997 – Chock. Dödsängeln (TV-film)
- 1997 – Chock. Det ringer (TV-film)
- 1997 – Cheek to Cheek (TV-film)

## TV
- 1961 – Vintergatan (TV-pjäs)
- 1966 – En galnings dagbok (dramatisering av Nikolaj Gogols novell med samma titel)
- 1966 – Tartuffe (TV-pjäs)
- 1969 – Hissen som gick ner i helvetet
- 1971 – I väntan på Godot (TV-pjäs)
- 1973 – Revisorn
- 1973 – Kvartetten som sprängdes
- 1974 – De tre från Haparanda
- 1975 – Långtradarchaufförens berättelser (TV-serie)
- 1978 – Tribadernas natt (TV-pjäs)
- 1980 – Den ynkryggen Valdemar (TV-pjäs)
- 1980 – En rolig halvtimme (monolog)
- 1981 – Clownen Jac (monolog)
- 1981 – Himlens stjärnor (novellfilm)
- 1981 – Hans Christian och sällskapet (TV-pjäs)
- 1981 – När barnen har makten (TV-pjäs)
- 1983 – Colombe (TV-teater)
- 1986 – Skånska mord
- 1993 – Nästa man till rakning
- 1993 – Indiana Jones äventyr (TV-serie, 1 avsnitt)
- 1994 – Riket (TV-serie)
- 1997 – Riket II (TV-serie)

## Teater

### Roller (ej komplett)
| År   | Roll                                   | Produktion                                                       | Regi                        | Teater                           |
| ---- | -------------------------------------- | ---------------------------------------------------------------- | --------------------------- | -------------------------------- |
| 1947 |                                        | Diana går på jakt Terence Rattigan                               | Gösta Terserus              | Bellevue vid Roslagstull         |
| 1947 |                                        | Romeo och Julia William Shakespeare                              | Johan Falck                 | Norrköping-Linköping stadsteater |
| 1947 |                                        | Kungens paket Staffan Tjerneld och Alf Henrikson                 | Hans Dahlin                 | Norrköping-Linköping stadsteater |
| 1947 | Emil Engelstrand                       | Den heliga familjen Rudolf Värnlund                              | Gunnar Skoglund             | Norrköping-Linköping stadsteater |
| 1948 |                                        | Erik XIV August Strindberg                                       | Johan Falck                 | Norrköping-Linköping stadsteater |
| 1948 | Ewald                                  | Henne vi glömmer: Krista (Krista) Knud Sønderby                  | Sven Lindberg               | Nya Teatern                      |
| 1949 |                                        | Yerma Federico García Lorca                                      | Bengt Ekerot                | Malmö Stadsteater                |
| 1949 |                                        | Doktor Knock eller Läkarkonstens triumf Jules Romains            | Georg Årlin                 | Malmö Stadsteater                |
| 1949 |                                        | Marius Marcel Pagnol                                             | Bengt Ekerot                | Malmö Stadsteater                |
| 1949 |                                        | Skattkammarön Robert Louis Stevenson                             | Arne Lydén                  | Malmö Stadsteater                |
| 1951 |                                        | Å, en sån dag! Dodie Smith                                       | Gunnar Ekström              | Malmö Stadsteater                |
| 1952 |                                        | Hederligt folk Paul Vincent Carroll                              | Mats Johansson              | Malmö Stadsteater                |
| 1952 |                                        | Othello William Shakespeare                                      | Lars-Levi Læstadius         | Malmö Stadsteater                |
| 1952 |                                        | Greve Öderland Max Frisch                                        | Lars-Levi Læstadius         | Malmö Stadsteater                |
| 1952 | Bödeln                                 | Kronbruden August Strindberg                                     | Ingmar Bergman              | Malmö Stadsteater                |
| 1952 |                                        | Man lyder Sivar Arnér                                            | Mats Johansson              | Malmö Stadsteater                |
| 1953 |                                        | Som ni behagar William Shakespeare                               | Lars-Levi Læstadius         | Malmö Stadsteater                |
| 1953 |                                        | Mästerdetektiven Blomkvist på nya äventyr Astrid Lindgren        | Bertil Norström             | Malmö Stadsteater                |
| 1953 |                                        | Dårskapens timme Anna Bonacci                                    | Börje Mellvig               | Upsala-Gävle stadsteater         |
| 1954 | Pojken                                 | Ljuva ungdomstid Eugene O'Neill                                  | Gösta Folke                 | Upsala-Gävle stadsteater         |
| 1954 |                                        | Lärkan i skyn Jean Anouilh                                       | Gösta Folke                 | Upsala-Gävle stadsteater         |
| 1954 | Lucky                                  | Vi väntar på Godot Samuel Becket                                 | Hans Dahlin                 | Upsala-Gävle stadsteater         |
| 1954 | Jonas                                  | Jonas med fantasi Gunnar Falk                                    | Palle Granditsky            | Upsala-Gävle stadsteater         |
| 1955 | Sergeant Gregovich                     | Thehuset Augustimånen John Patrick                               | Palle Granditsky            | Upsala-Gävle stadsteater         |
| 1955 |                                        | Dummerjöns (Klods-Hans) H.C. Andersen                            | Lars Barringer              | Upsala-Gävle stadsteater         |
| 1955 |                                        | Judas (Un nommé Judas) Claude-André Puget och Pierre Bost        | Lars Barringer              | Upsala-Gävle stadsteater         |
| 1957 |                                        | Hans excellens betjänten Ladislaus Bus-Fekete                    | Lars Barringer              | Upsala-Gävle stadsteater         |
| 1957 | Jimmy Porter                           | Se dig om i vrede John Osborne                                   | Palle Granditsky            | Upsala-Gävle stadsteater         |
| 1957 | Olaus Petri                            | Mäster Olof August Strindberg                                    | Carl-Axel Heiknert          | Upsala-Gävle stadsteater         |
| 1958 | Matthias                               | Tolvskillingsoperan Bertolt Brecht och Kurt Weill                | Johan Falck                 | Helsingborgs stadsteater         |
| 1958 | Pampas                                 | Farväl till kärleken: Frihet är det bästa ting Herbert Grevenius | Johan Falck                 | Helsingborgs stadsteater         |
| 1958 | Emile Magis                            | Ägget Félicien Marceau                                           | Lennart Olsson              | Helsingborgs stadsteater         |
| 1959 | Gremio                                 | Så tuktas en argbigga William Shakespeare                        | Johan Falck Edvin Adolphson | Helsingborgs stadsteater         |
| 1959 | Generalen                              | Romanoff och Julia Peter Ustinov                                 | Lennart Olsson              | Helsingborgs stadsteater         |
| 1959 | Juryman 10                             | Tolv edsvurna män Reginald Rose                                  | Johan Falck                 | Helsingborgs stadsteater         |
| 1959 |                                        | Gisslan Brendan Behan                                            | Staffan Aspelin             | Göteborgs stadsteater            |
| 1959 |                                        | Besök av gammal dam Friedrich Dürrenmatt                         | Johan Falck                 | Göteborgs stadsteater            |
| 1960 |                                        | Den ena för den andra Gustav III                                 | Lars Engström               | Göteborgs stadsteater            |
| 1961 |                                        | Vintergatan Karl Wittlinger                                      |                             | Göteborgs stadsteater            |
| 1962 | Arkadij                                | Skogen Aleksandr Ostrovskij                                      | Mimi Pollak                 | Dramaten                         |
| 1962 | Lancelot Gobbo                         | Köpmannen i Venedig William Shakespeare                          | Alf Sjöberg                 | Dramaten                         |
| 1963 | Gilbert Folliot, biskop av London      | Becket Jean Anouilh                                              | Olof Molander               | Dramaten                         |
| 1963 | Antoine Magneau, Estelles far          | Victor eller När barnen tar makten Roger Vitrac                  | Mimi Pollak                 | Dramaten                         |
| 1963 | Adolf Hitler                           | Svejk i andra världskriget Bertolt Brecht                        | Alf Sjöberg                 | Dramaten                         |
| 1964 | Biskopen                               | Balkongen Jean Genet                                             | Frank Sundström             | Dramaten                         |
| 1964 | Herr 37                                | Om vi leker Erland Josephson                                     | Bengt Ekerot                | Dramaten                         |
| 1964 | Sempronio, Calistos tjänare            | Celestina Fernando de Rojas                                      | Mimi Pollak                 | Dramaten                         |
| 1964 | En främling & Gutta Perka              | Galenpannan Lars Forssell                                        | Bengt Ekerot                | Dramaten                         |
| 1965 | Sganarelle                             | Don Juan Molière                                                 | Ingmar Bergman              | Dramaten                         |
| 1965 | Utroparen                              | Mordet på Marat Peter Weiss                                      | Frank Sundström             | Dramaten                         |
| 1966 | Estragon                               | I väntan på Godot Samuel Becket                                  | Jackie Söderman             | Dramaten                         |
| 1966 |                                        | Å, vilken härlig fred Hans Alfredson och Tage Danielsson         | Hans Alfredson              | Dramaten                         |
| 1966 | Ignaz                                  | Vigseln Witold Gombrowicz                                        | Alf Sjöberg                 | Dramaten                         |
| 1967 | Tersites                               | Troilus och Cressida William Shakespeare                         | Alf Sjöberg                 | Dramaten                         |
| 1968 | Arnie                                  | Spel för Arnold M David Storey                                   | Ulf Palme                   | Dramaten                         |
| 1969 | Ernst Josephson                        | Carl XVI Joseph Arne Törnqvist                                   | Mimi Pollak                 | Dramaten                         |
| 1970 | Doktor Prentice                        | Vad betjänten såg Joe Orton                                      | Frank Sundström             | Dramaten                         |
| 1971 | Dick                                   | Show Lars Forssell                                               | Ingmar Bergman              | Dramaten                         |
| 1971 | Organ                                  | Tartuffe Molière                                                 | Mimi Pollak                 | Dramaten                         |
| 1972 | Hjalmar Ekdal                          | Vildanden Henrik Ibsen                                           | Ingmar Bergman              | Dramaten                         |
| 1973 | Mark Meddle                            | Mondäna kretsar Dion Boucicault                                  | Mimi Pollak                 | Dramaten                         |
| 1974 | Nero                                   | Britannicus Jean Racine                                          | Ernst Günther               | Dramaten                         |
| 1974 | Oldfux                                 | Den jäktade Ludvig Holberg                                       | Henning Moritzen            | Dramaten                         |
| 1975 | August Strindberg                      | Tribadernas natt Per Olov Enquist                                | Per Verner-Carlsson         | Dramaten                         |
| 1976 |                                        | Carl XVI Joseph Arne Törnqvist                                   | Lennart Olsson              | Malmö Stadsteater                |
| 1976 | Chefen                                 | Chez nous Per Olov Enquist och Anders Ehnmark                    | Lars Göran Carlson          | Dramaten                         |
| 1978 | Richard Strauss                        | Den arme Richard Sven Delblanc                                   | Claes Lundberg              | Dramaten                         |
| 1980 | Rickard III                            | Richard III William Shakespeare                                  | Lars Göran Carlson          | Dramaten                         |
| 1981 | Alexander I                            | Tsaren Arne Törnqvist                                            | Per Sjöstrand               | Dramaten                         |
| 1982 | Berlioz, Stravinskij & Pontius Pilatus | Mästaren och Margarita Michail Bulgakov                          | Peter Luckhaus              | Dramaten                         |
| 1983 | Guido Contini                          | Nine Maury Yeston                                                | Gene Nettles                | Oscarsteatern                    |
| 1985 | Chlestakov                             | Riksrevisorn Nikolaj Gogol                                       | Göran Graffman              | Dramaten                         |
| 1987 | Sven, V.D.                             | V.D. Stig Larsson                                                | Stig Larsson                | Dramaten                         |
| 1989 | Bruscon                                | Teatermakaren Thomas Bernhard                                    | Staffan Roos                | Dramaten                         |
| 1994 |                                        | Resor med moster Augusta Graham Greene                           | Hans Klinga                 | Dramaten                         |

## Radioteater

### Roller (ej komplett)
| År   | Roll     | Produktion                              | Regi               |                               |
| ---- | -------- | --------------------------------------- | ------------------ | ----------------------------- |
| 1967 |          | Vridscenen                              | Lars-Erik Liedholm | Dramaten (i samarbete med SR) |
| 1968 | Mr Smith | Den skalliga primadonnan Eugène Ionesco | Ernst Günther      |                               |

## Ljudböcker

### Som uppläsare
- Skräckens labyrinter (av H. P. Lovecraft)
- Historier från Färs (av Fritiof Nilsson Piraten)